# Karen Brutenz
Karen Nersesowitsch Brutenz (russisch Карен Нерсесович Брутенц, armenisch Կարեն Ներսեսի Բրուտենց; geboren am 3. Juli 1924 in Baku; gestorben am 14. Juni 2017 in Moskau) war ein sowjetischer Politiker armenischer Abstammung.

## Leben
Er schloss sein Studium an der historischen Fakultät der Staatlichen Universität Baku im Jahr 1950 ab. Seit dem Jahr 1961 arbeitete er im Apparat des ZK der KPdSU und lieferte in den Sechzigerjahren Beiträge für die Zeitschrift Probleme des Friedens und des Sozialismus. Er fungierte auch als stellvertretender Leiter der internationalen Abteilung der KPdSU und war darüber hinaus in den Jahren 1986 bis 1990 Kandidat des Zentralkomitees der KPdSU.
Brutenz wurde auf dem Kunzewoer Friedhof beerdigt.

## Werke (Auswahl)
- Die befreiten Länder in der Welt von heute. Ost-Berlin, Dietz-Verlag, 1981.